# Paul Collmer
Paul Collmer (* 2. März 1907 in Stuttgart; † 18. April 1979 ebenda) war ein evangelischer Verleger. Als enger Freund von Eugen Gerstenmaier und Hans Schönfeld war er während des Dritten Reiches Verbindungsmann zwischen evangelischen Kirchenkreisen in Stuttgart, dem 
Ökumenischen Rat in Genf, niederländischen Widerstandskreisen und dem Kreisauer Kreis. Er war Vorsitzender des diakonischen Werkes in Württemberg.

## Leben

### Ausbildung
Paul Collmer war seit früher Jugend Mitglied im CVJM, wo er 1920 Eugen Gerstenmaier kennenlernte. Er studierte in Tübingen Sozialwissenschaft, Nationalökonomie und Fürsorgewesen und leitete das Studentenwerk. 1933 musste er Tübingen wegen seiner Differenzen mit der nationalsozialistischen Studentengruppe verlassen. Er ging nach Frankfurt am Main, um dort sein Studium abschließen zu können.

### Kirchenkreise und Kreisauer Kreis
1940 arbeitete Collmer als deutscher Berater im Ministerium für soziale Angelegenheiten der besetzten Niederlande. Gleichzeitig knüpfte er Kontakte zum niederländischen Widerstand.
Nach seiner Rückkehr bildete er zusammen mit Hans Plappert und Wilhelm Hoffmann einen Stuttgarter Kreis im Umfeld der evangelischen Landeskirche, der sich mit Fragen eines Neuaufbaus Deutschlands nach Überwindung des Nationalsozialismus befasste und mit dem Kreisauer Kreis über Eugen Gerstenmaier und Adam von Trott zu Solz enge Verbindungen hatte.
Im Winter 1941 verfasste dieser Stuttgarter Kreis zusammen mit Gerstenmaier, Trott und Schönfeld, Direktor des Ökumenischen Rates in Genf, ein Memorandum an die Alliierten, um Unterstützung für den deutschen Widerstand zu erhalten. Dieses Memorandum, das  Überlegungen hinsichtlich eines Friedensvertrages nach einem Staatsstreich und der Gründung  einer europäischen Föderation enthielt, wurde über Genf an den britischen und amerikanischen Außenminister geleitet. Inwieweit die Adressaten erreicht wurden, bleibt unklar.
Im Mai 1942 hatte Hans Schönfeld zusammen mit Dietrich Bonhoeffer ein Treffen in Stockholm mit dem englischen Bischof Bell von Chicester. Diese Gelegenheit wurde genutzt, um ein weiteres Memorandum ähnlichen Inhalts zu übergeben, welches danach die britische Regierung erreichte. Diese zeigte sich zwar interessiert, jedoch nicht hilfsbereit.

### Konzentrationslager Dachau
Wegen Unterstützung von Juden und politisch Verfolgten  auf der Flucht in Stuttgart wurde Collmer 1943 von der Gestapo verhaftet. Seine Verbindungen zum Kreisauer Kreis blieben unentdeckt. Dennoch wurde er ins Konzentrationslager Dachau gebracht. Er überlebte Konzentrationslager, Strafbataillon und russische Internierung und kehrte 1946 nach Stuttgart zurück.

## Diakonisches Werk
1946 wurde Collmer von Gerstenmaier zum Hauptgeschäftsführer des neu gegründeten evangelischen Hilfswerks berufen.
Ein Jahr danach wurde er Leiter des evangelischen Verlagswerkes und später Verleger der Wochenzeitung
„Christ und Welt“, die er zusammen mit Klaus Mehnert, dem ersten Chefredakteur,  gründete.
Collmer wurde 1949 in den ersten Vorstand des u. a. von Fabian von Schlabrendorff gestifteten Hilfswerkes 20. Juli 1944 (der späteren Stiftung 20. Juli 1944) gewählt.
In der Folgezeit übernahm Collmer Aufgaben im Rahmen des Auf- und Ausbaus der Diakonie, wie beispielsweise die Geschäftsführung der Heimstiftung sowie ab 1970 den Vorsitz des Diakonischen Werkes in Württemberg.
Am  4. November 1988 wurde das nach ihm benannte Paul-Collmer-Heim, ein Seniorenheim in Stuttgart-Untertürkheim, eingeweiht.

## Veröffentlichungen
- Sozialhilfe – Diakonie – Sozialpolitik, Paul Collmer. Stuttgart 1969.
- Länder – Menschen – Universitäten, Paul Collmer. Stuttgart 1950.